# Салливан, Джеймс Эдвард
Джеймс Эдвард Салливан (8 ноября 1862 — 16 сентября 1914) — американский спортивный и общественный деятель, один из основателей американского Любительского Спортивного Союза, а с 1906 по 1909 г.г. — его президент. Один из наиболее влиятельных деятелей Олимпийского движения начала XX века. Один из организаторов Олимпийских Игр 1904 года.

## Биография
Джеймс Салливан родился в Нью-Йорке 18 ноября 1862 года. Начинал карьеру как издатель и спортсмен-любитель. В 1930 году Любительский Спортивный Союз учредил в его честь премию, которая каждый год присуждается лучшему американскому спортсмену. В 1977 году он был введён в Зал Славы Легкой Атлетики США. 

## Олимпийские Игры 1904 года
Джеймс Салливан был одним из основных организаторов Олимпийских Игр 1904 года, в частности отвечал за проведение марафона на 24,85 миль (39,99 километра), получившего прозвание «самого странного забега в истории».
Джеймс Салливан хотел проверить на практике теорию «осознанной дегидрации», в  соответствии с которой для достижения максимального результата необходимо приблизиться к пределу человеческих возможностей, который якобы наступает в результате обезвоживания. Соответственно, пункты с водой были установлены только в двух местах в первой половине дистанции. Кроме того, бегуны задыхались от пыли, поднятой двигающимися впереди них машинами и лошадьми.
В результате уже на 14 километре Уильям Гарсия стал кашлять кровью и потерял сознание. Позднее  оказалось, что у него поврежден желудочно-кишечный тракт из-за интенсивно вдыхаемых крупных частичек пыли, от чего он чуть не умер. Кроме того, ему диагностировали обезвоживание.  Спустя пару километров с дистанции сошел Джон Лордон из-за сильного приступа рвоты. Из 32 участников только 14 пришли в финишу, большинство из которых оказались в больнице. Победу присудили Томасу Хиксу, который пришёл к финишу вторым, показав результат 3:28:53, после Фреда Лорза, который был позже дисквалифицирован, так как часть пути проехал на автомобиле. Во время забега Хикс неоднократно падал, но поднимался и продолжал бежать, будучи в бреду. Сразу после финиширования Хикс потерял сознание и был госпитализирован.
Джеймс Салливан был главным организатором «Дней антропологии», человеческого зоопарка на Всемирной выставке в Сент-Луисе, приуроченной к Олимпийским играм и имевшей целью продемонстрировать преимущества белой расы.

## Олимпийские Игры 1912 года
От имени Олимпийского комитета США Джеймс Салливан запретил участвовать в Олимпиаде женщинам – спортсменкам.

Примечания
1. ↑  St. Louis marathon: The strangest race in Olympic history (англ.). International Olympic Committee (9 сентября 2022). Дата обращения: 30 января 2023. Архивировано 29 сентября 2022 года.
2. ↑  The 1904 Olympic marathon may have been the dumbest race ever run. ABC News. 25 июля 2020. Архивировано 30 января 2023. Дата обращения: 30 января 2023.
3. ↑  Smithsonian Magazine, Karen Abbott. The 1904 Olympic Marathon May Have Been the Strangest Ever (англ.). Smithsonian Magazine. Дата обращения: 31 января 2023. Архивировано 24 августа 2016 года.
4. ↑  Shoshi Parks. Scientists staged a racist Olympics in 1904 to “prove” white superiority (англ.). Medium (29 мая 2018). Дата обращения: 30 января 2023. Архивировано 30 января 2023 года.
5. ↑  Jules Boykoff. Power games : a political history of the Olympics. — London, 2016. — xiv, 338 pages, 8 unnumbered pages of plates с. — ISBN 978-1-78478-072-2, 1-78478-072-3.
6. ↑  Sandi Kahn Shelton, Register Staff. Olympics 100 years ago; alarming details chronicled in 'Fighting the Current' (амер. англ.). The Middletown Press (4 августа 2012). Дата обращения: 30 января 2023. Архивировано 30 января 2023 года.